# أبو بكر بن شاذان
أبو بكر أحمد بن إبراهيم بن الحسن بن محمد بن شاذان بن حرب بن مهران البغدادي البزاز، من علماء الحديث في القرن الرابع الهجري. كان يجهز البز إلى مصر. ولد في ربيع الأول سنة ثمان وتسعين ومائتين وسمع وهو ابن خمس سنين. قال الخطيب: كان ثقة ثبتا، كثير الحديث. قال الذهبي: مات في شوال سنة ثلاث وثمانين وثلاثمائة.

## روايته للحديث النبوي
- سمع: أبو القاسم البغوي، والحسن بن محمد بن عنبر، ويحيى بن صاعد، وأحمد بن محمد بن المغلس، وأبا بكر بن دريد، وعدة. وسمع بدمشق من أحمد بن زبان الكندي.
- روى عنه: رفيقه أبو الحسن الدراقطني، وابناه أبو علي، وعبد الله، وأبو محمد الخلال، والتنوخي، والجوهري، وآخرون.
- الجرح والتعديل: قال الذهبي: الشيخ الإمام، المحدث الثقة المتقن. وقال أبو ذر الهروي: ما رأيت ببغداد في الثقة مثل القواس، وبعده أبو بكر بن شاذان، فقال لأبي ذر وراقه: ولا الدارقطني؟ قال: الدارقطني إمام. قال الأزهري: كان حجة ثبتا. قال الخطيب: كان ثقة ثبتا، كثير الحديث.